# Мякишево (Великолукский район)
Мякишево — деревня в Великолукском районе Псковской области России. Входит в состав сельского поселения «Успенская волость».
Расположена у восточного прибрежья озера Сиверст, в 66 км к юго-востоку от райцентра Великие Луки и в 9 км к югу от волостного центра Успенское.

## Население
Численность населения деревни по состоянию на 2000 год составила 3 жителя, на 2010 год — 6 жителей.